# Katalin Ladik
Katalin Ladik (Novi Sad, Sèrbia, antiga Iugoslàvia, 25 d'octubre de 1942) és una artista sèrbia hongaresa. Va començar la seva carrera artística a la regió multiètnica de Novi Sad, a l'antiga Iugoslàvia (actualment Sèrbia). Com a poetessa en llengua hongaresa que fusiona elements del folklore balcànic, ha produit obres culturalment híbrides. Com a intèrpret i artista es rebel·la contra la humiliació a les dones. Ladik s'ha pressionat una placa de vidre contra la cara durant les seves representacions. Aquesta deformació del seu rostre és una crítica als ideals de bellesa del moment, amb els quals Ladik ha d'enfrontar-se en la seva faceta de reconeguda actriu i locutora de ràdio.

## Biografia
Formada en el context de l'antiga Iugoslàvia, Katalin Ladik va iniciar la seva trajectòria amb intervencions a la ràdio de Novi Sad (1963-1977) i amb col·laboracions com a actriu amb el grup d'avantguarda escènica Bosch + Bosch de la ciutat de Subotica (1977-1992). L'any 1992 es va instal·lar a Budapest, on viu des de llavors. A través del treball amb la veu i el cos va accedir a l'acció artística i d'aquesta va passar a l'art visual. A més de la seva activitat teatral i radiofònica, ha interpretat papers destacats en films amb directors com ara Miklós Jancsó, György Harag, Gábor Székely i Tibor Csizmadia. Amb una educació bilingüe en hongarès i serbi, la seva activitat literària i artística està molt relacionada amb la renovació de l'avantguarda iugoslava de finals dels anys seixanta i setanta, on hi havia una escena artística amb un major grau de llibertat i tolerància que en altres països de l'Est. Destaca també el fort component feminista del seu treball polifacètic. Més que distingir entre disciplines literàries, musicals, escèniques i visuals, l'obra de Ladik gira a l'entorn del cos, la veu i l'experimentació fonètica i poètica. Amb gran vitalitat i un fort carisma, parteix de la poesia per transferir el llenguatge poètic a altres camps creatius com la poesia visual, la performance, l'art corporal, l'art postal i l'experimentació sonora.
Des de 1973, la producció radiofònica, teatral i performativa de Ladik és extensa, així com la seva discografia amb enregistraments de poesia sonora. Des que va participar en el 10è Festival Internacional de Poesia Sonora d'Amsterdam el 1977, ha estat capdavantera de l'escena europea en aquest camp. Els seus textos han estat traduïts a múltiples llengües. A més dels poemaris, la novel·la Can I Live on Your Face? (2007) ocupa un lloc destacat en la literatura d'avantguarda hongaresa. El 2010, una exposició retrospectiva de la seva obra al Museu d'Art Contemporani de Vojvodina (Muzej Savremene Umetnosti Vojvodine - MSUV), a Novi Sad, va atreure l'atenció de la comunitat artística internacional.
La seva obra forma part de diverses col·leccions com el Museu de Literatura de Petőfi (Petőfi Irodalmi Múzeum) de Budapest, el Museu Ludwig – Museu d'Art Contemporani (Ludwig Múzeum – Kortárs Művészeti Múzeum), també a Budapest, el Museu d'Art Contemporani de Belgrad (Muzej Savremene Umetnosti Beograd - MSUB), el MoMA de Nova York, el Museu Ludwig de Colònia, la School of the Art Institut de Chicago, i el MACBA, entre d'altres.